# Katsuhiko Kawamoto
Katsuhiko Kawamoto (jap. 川本 克彦, Kawamoto Katsuhiko; * 11. Februar 1966 in der Präfektur Ehime) ist ein japanischer Schauspieler und Synchronsprecher (Seiyū).

## Sprechrollen
Katsuhiko hatte in einigen Anime-Serien diverse Rollen, einige werden hier aufgelistet.
- Train Heroes – Captain Acne (2013)
- Naruto Shippūden – Deidara (2005)
- Naruto Shippūden Kai – Deidara (2006)
- Naruto Shippuuden Movies – Deidara (2005–2008)
- Strange Dawn – Jog (2000)
- Zuki no Hikari Hanna – Zukari (1996)

## Alben und Singles
Im Laufe seiner Seiyū-Karriere hatte er einige Rollen und brachte nebenbei folgende Alben und Singles heraus:
- Sleeples Night - Naruto Shippūden (Deidara´s Song) (1996)
- Yuki zukani (1996)
- Hikaru no Higarshi (1992)
- Kokoro Mituganai (1989)